# Saint-Gilles-Croix-de-Vie
Saint-Gilles-Croix-de-Vie is een gemeente in het Franse departement Vendée (regio Pays de la Loire). De gemeente is in 1967 gevormd door de samenvoeging van de gemeenten Saint-Gilles-sur-Vie et Croix-de-Vie en telt 7189 inwoners (2004). De gemeente maakt deel uit van het arrondissement Les Sables-d'Olonne.

## Geografie
De oppervlakte van Saint-Gilles-Croix-de-Vie bedraagt 10,3 km², de bevolkingsdichtheid is 698,0 inwoners per km².
De onderstaande kaart toont de ligging van Saint-Gilles-Croix-de-Vie met de belangrijkste infrastructuur en aangrenzende gemeenten.

## Verkeer en vervoer
In de gemeente ligt spoorwegstation Saint-Gilles-Croix-de-Vie. Tussen 1923 en 1949 was er een buurtspoorweg tussen Beauvoir-sur-Mer en Croix-de-Vie. Deze spoorlijn liep langs de kust en was belangrijk voor de ontwikkeling van het toerisme. Na de opkomst van de auto werd de spoorlijn opgedoekt.

## Demografie
Onderstaande figuur toont het verloop van het inwonertal (bron: INSEE-tellingen).